# Go Hard or Go Home
Go Hard or Go Home — дебютний студійний альбом американського репера Dougie D, виданий 19 лютого 2004 р. лейблом G-Maab Entertainment. Дизайн, оформлення: SLFEMP.COM. Виробник носіїв, дистриб'ютор: N-Yo-Shit Entertainment.

## Список пісень

### Диск 1
S.L.A.B.-ed*
1. «Go Hard or Go Home»
2. «Ghetto Life» (з участю Trae)
3. «U Can Say» (з участю Shano)
4. «Who Gone Do It» (з участю Trae та Cl'Che)
5. «U Really Don't Wanna Fuck wit Us» (з участю Lil B з S.L.A.B., Lil Sha та Pimp Skinny)
6. «I'z a Playa» (з участю Trae, Z-Ro та Russell Lee)
7. «I Don't Give a Fuck» (з участю Lil Sha та Pimp Skinny)
8. «It's da Dougie»
9. «Wiggle 4 Me» (з участю Kendro)
10. «Mash 4 My Ca$H»
11. «Ain't Nuttin but Big Bodies» (з участю Lil Two)
12. «Texas Boy»

«*» — Chop & Screwed

### Диск 2
На звичайній швидкості
1. «Go Hard or Go Home»
2. «Ghetto Life» (з участю Trae)
3. «U Can Say» (з участю Shano)
4. «U Really Don't Wanna Fuck wit Us» (з участю Lil B з S.L.A.B., Lil Sha та Pimp Skinny)
5. «I Don't Give a Fuck» (з участю Lil Sha та Pimp Skinny)